# 21270 Отокар
21270 Отокар (21270 Otokar) — астероїд головного поясу, відкритий 19 липня 1996 року.
Тіссеранів параметр щодо Юпітера — 3,623.